# Comparettia falcata
Comparettia falcata är en orkidéart som beskrevs av Eduard Friedrich Poeppig och Stephan Ladislaus Endlicher. Comparettia falcata ingår i släktet Comparettia, och familjen orkidéer.

## Underarter
Arten delas in i följande underarter:
- C. f. falcata
- C. f. paulensis

## Bildgalleri

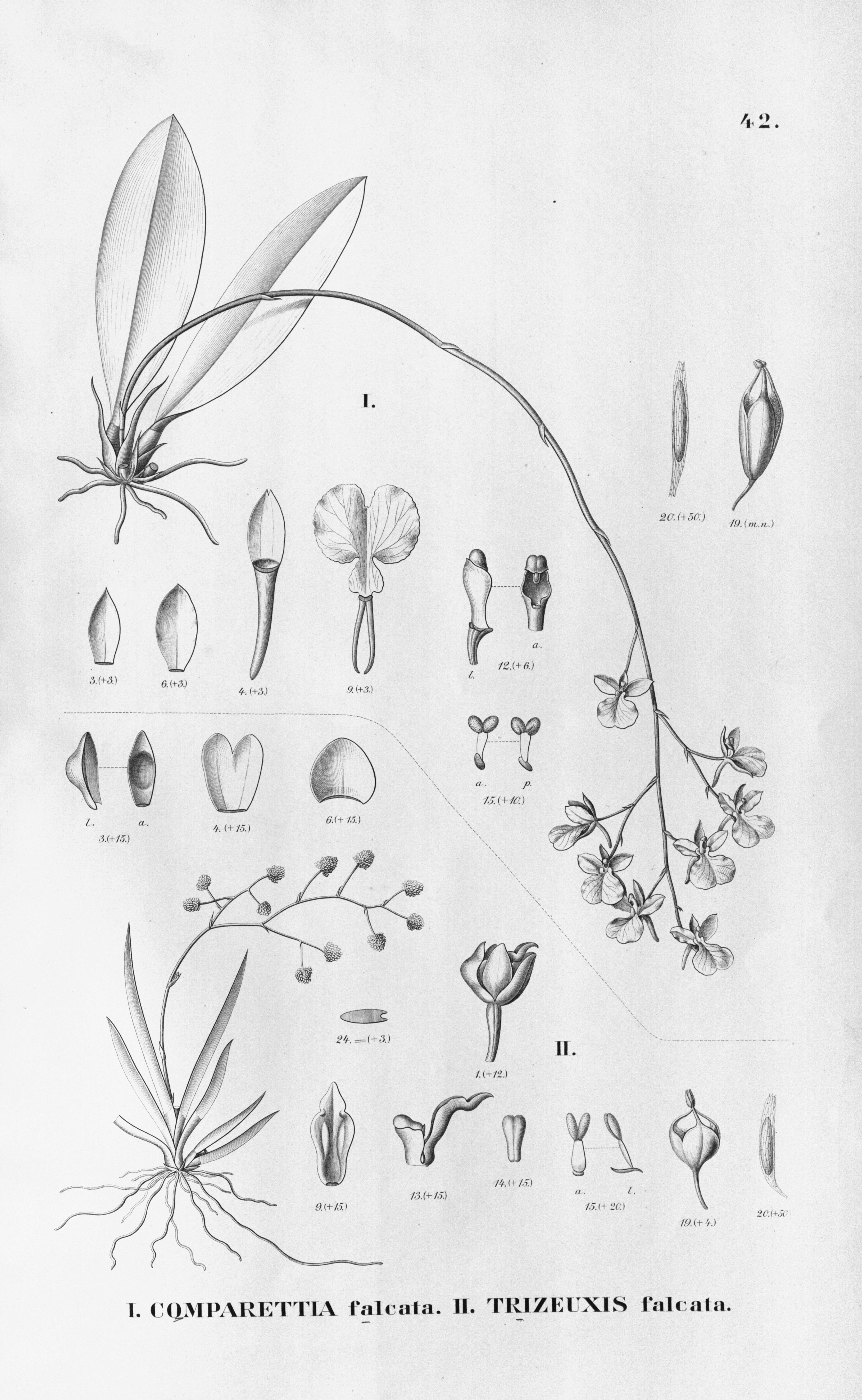
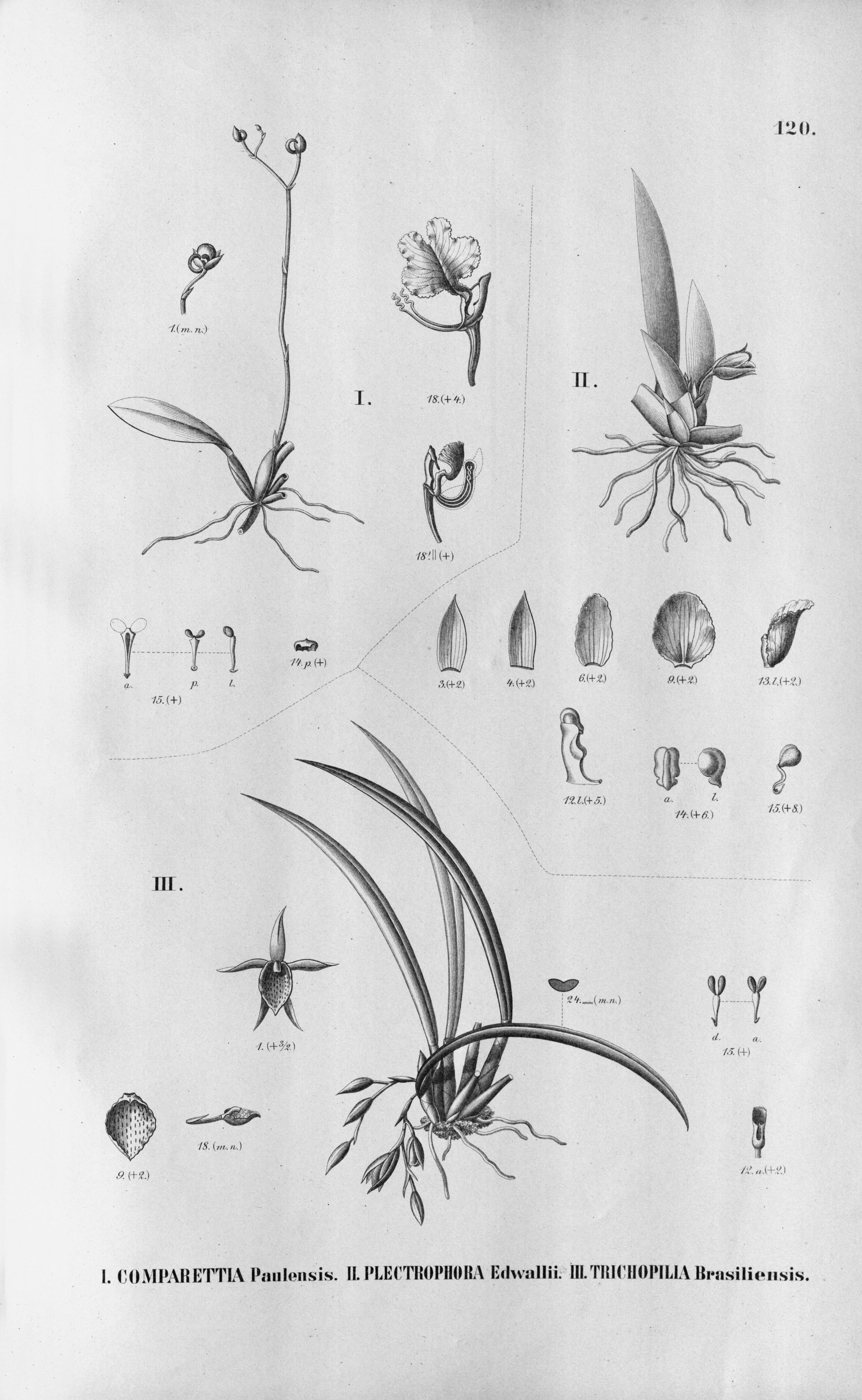
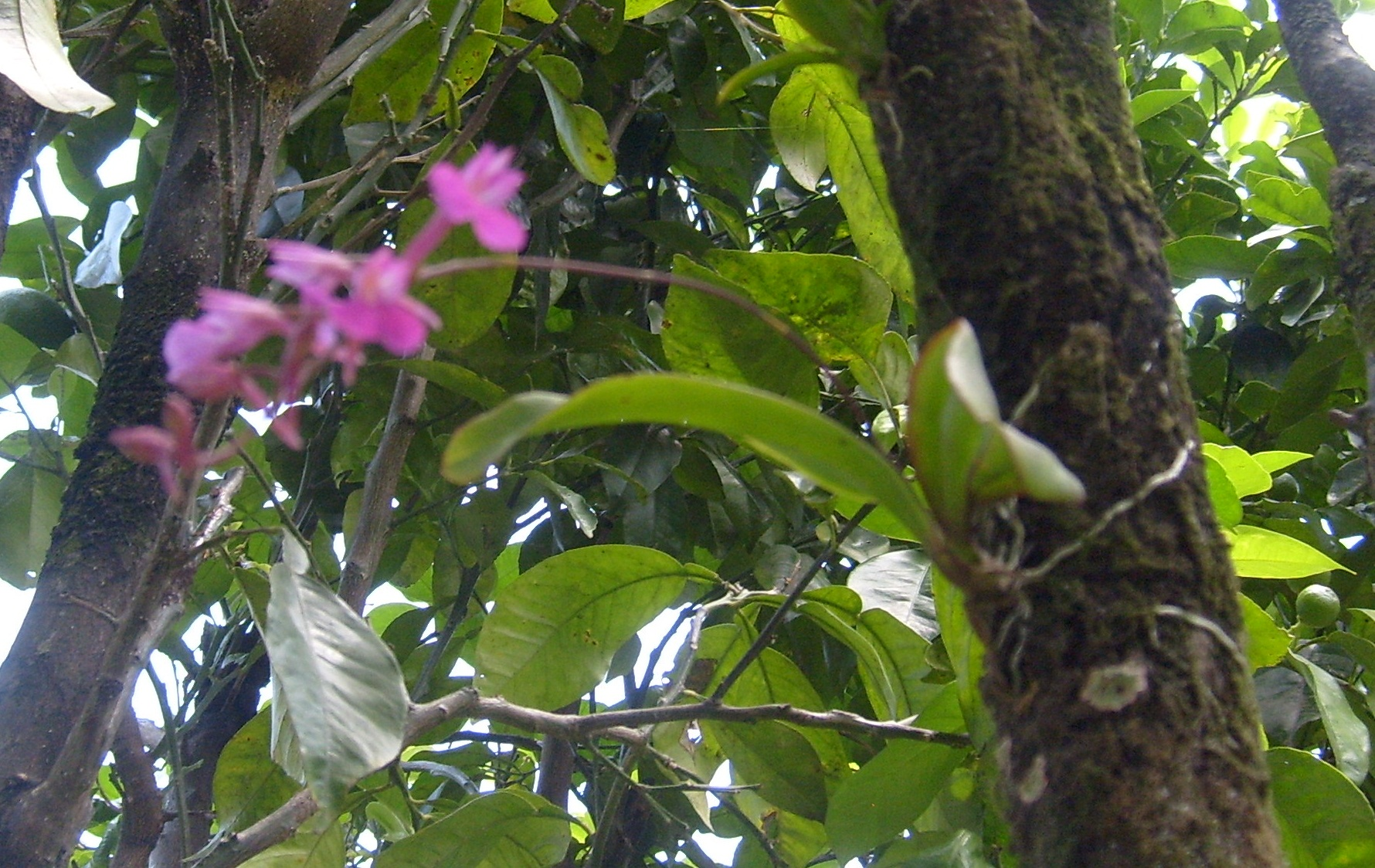
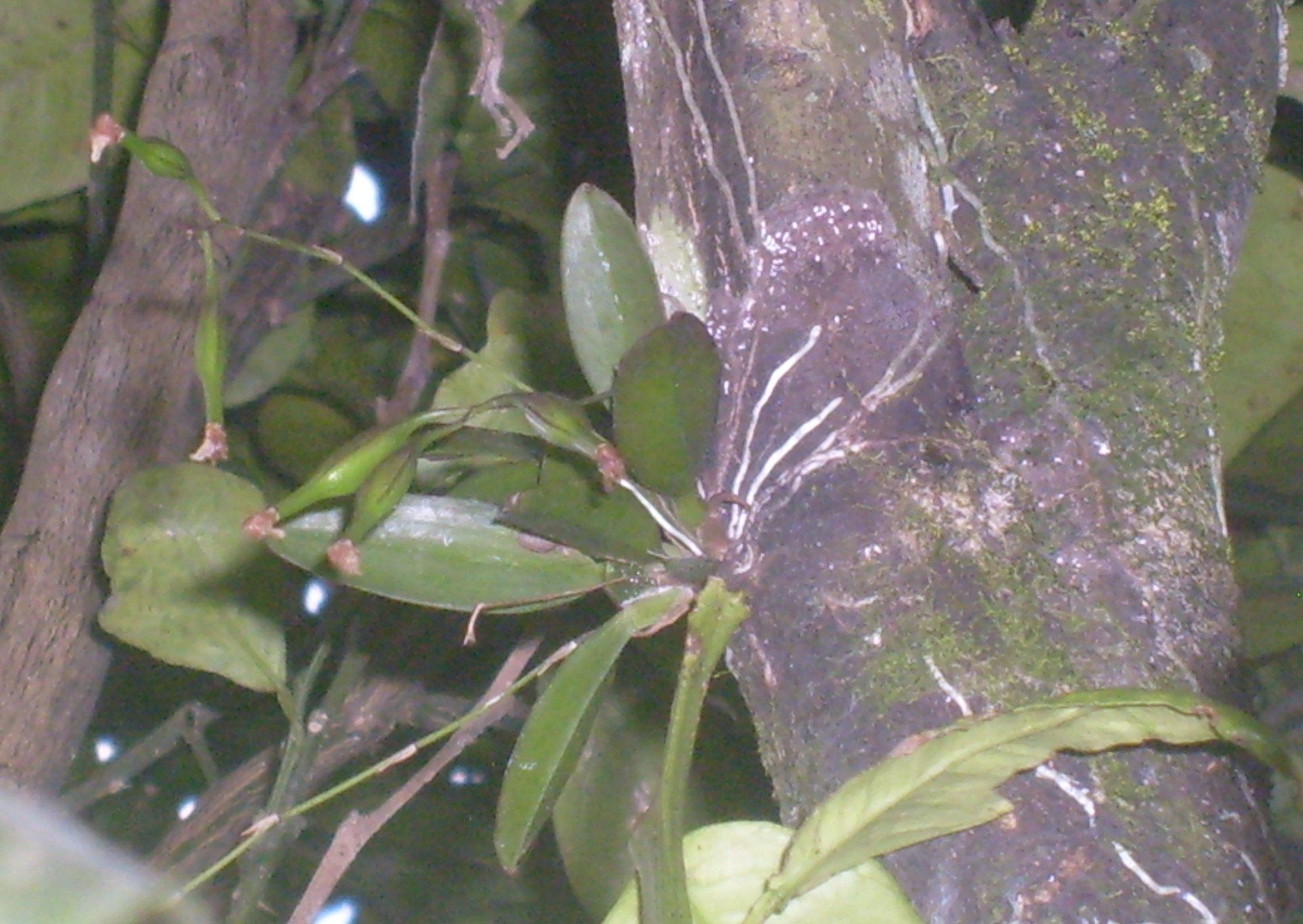